# یواس‌سی‌جی‌سی اوک (دبلیوال‌بی-۲۱۱)
یواس‌سی‌جی‌سی اوک (دبلیوال‌بی-۲۱۱) (به انگلیسی: USCGC Oak (WLB-211)) یک کشتی است که طول آن ۲۲۵ فوت (۶۹ متر) می‌باشد. این کشتی در سال ۲۰۰۲ ساخته شد.